# Campeonato Soviético de Xadrez de 1931
O Campeonato Soviético de Xadrez de 1931 foi a 7ª edição do Campeonato de Xadrez da União Soviética, realizado em Moscou, entre 10 de outubro a 11 de novembro de 1931. A competição foi vencida por Mikhail Botvinnik. O campeonato de 1931 teve várias etapas classificatórias, nas quais mais de 500 jogadores participaram.

## Classificação e resultados
| N° | Jogador                  | 1 | 2 | 3 | 4 | 5 | 6 | 7 | 8 | 9 | 10 | 11 | 12 | 13 | 14 | 15 | 16 | 17 | 18 | Total |
| -- | ------------------------ | - | - | - | - | - | - | - | - | - | -- | -- | -- | -- | -- | -- | -- | -- | -- | ----- |
| 1  | Mikhail Botvinnik        | - | 1 | 1 | 1 | 1 | ½ | 1 | 1 | 1 | ½  | 1  | 0  | 1  | 1  | 1  | 0  | 1  | ½  | 13½   |
| 2  | Nikolai Riumin           | 0 | - | 1 | ½ | ½ | 1 | ½ | 0 | ½ | 1  | 0  | 1  | 1  | 1  | ½  | 1  | 1  | 1  | 11½   |
| 3  | Boris Verlinsky          | 0 | 0 | - | ½ | 1 | 1 | 0 | 1 | 1 | 0  | 1  | 1  | 0  | ½  | ½  | 1  | ½  | 1  | 10    |
| 4  | Vladimir Alatortsev      | 0 | ½ | ½ | - | 1 | 0 | ½ | ½ | 1 | 0  | ½  | 1  | 1  | 1  | 1  | ½  | 0  | 1  | 10    |
| 5  | Mikhail Yudovich         | 0 | ½ | 0 | 0 | - | 1 | 1 | 0 | 1 | ½  | ½  | 1  | ½  | 1  | 1  | ½  | ½  | 1  | 10    |
| 6  | Fiódor Bogatyrchuk       | ½ | 0 | 0 | 1 | 0 | - | ½ | ½ | 0 | ½  | 1  | ½  | ½  | 1  | 1  | 1  | 1  | 1  | 10    |
| 7  | Ilya Kan                 | 0 | ½ | 1 | ½ | 0 | ½ | - | ½ | 0 | 0  | 1  | 1  | ½  | ½  | 1  | 1  | 1  | ½  | 9½    |
| 8  | Vsevolod Rauzer          | 0 | 1 | 0 | ½ | 1 | ½ | ½ | - | 0 | ½  | ½  | 0  | 1  | 1  | 1  | ½  | ½  | ½  | 9     |
| 9  | Isaak Mazel              | 0 | ½ | 0 | 0 | 0 | 1 | 1 | 1 | - | ½  | 1  | 1  | 0  | 0  | ½  | 1  | 1  | ½  | 9     |
| 10 | Georgy Lisitsin          | ½ | 0 | 1 | 1 | ½ | ½ | 1 | ½ | ½ | -  | 0  | ½  | 0  | 0  | 1  | 1  | 0  | ½  | 8½    |
| 11 | Vladimir Kirillov        | 0 | 1 | 0 | ½ | ½ | 0 | 0 | ½ | 0 | 1  | -  | 1  | ½  | 1  | 0  | ½  | 1  | 1  | 8½    |
| 12 | Alexander Ilyin-Genevsky | 1 | 0 | 0 | 0 | 0 | ½ | 0 | 1 | 0 | ½  | 0  | -  | 1  | 1  | ½  | 1  | 1  | 1  | 8½    |
| 13 | Nikolai Sorokin          | 0 | 0 | 1 | 0 | ½ | ½ | ½ | 0 | 1 | 1  | ½  | 0  | -  | 1  | ½  | 0  | ½  | 0  | 7     |
| 14 | Abram Zamikhovsky        | 0 | 0 | ½ | 0 | 0 | 0 | ½ | 0 | 1 | 1  | 0  | 0  | 0  | -  | ½  | 1  | 1  | 1  | 6½    |
| 15 | Victor Goglidze          | 0 | ½ | ½ | 0 | 0 | 0 | 0 | 0 | ½ | 0  | 1  | ½  | ½  | ½  | -  | 0  | 1  | 1  | 6     |
| 16 | Veniamin Sozin           | 1 | 0 | 0 | ½ | ½ | 0 | 0 | ½ | 0 | 0  | ½  | 0  | 1  | 0  | 1  | -  | ½  | 0  | 5½    |
| 17 | Genrikh Kasparian        | 0 | 0 | ½ | 1 | ½ | 0 | 0 | ½ | 0 | 1  | 0  | 0  | ½  | 0  | 0  | ½  | -  | ½  | 5     |
| 18 | Alexander Budo           | ½ | 0 | 0 | 0 | 0 | 0 | ½ | ½ | ½ | ½  | 0  | 0  | 1  | 0  | 0  | 1  | ½  | -  | 5     |

1. ↑  Cafferty, Bernard. (2016). The Soviet Championships. Londres: Everyman Chess. p. 31